# Réti tölcsérgomba
A réti tölcsérgomba (Clitocybe agrestis) a pereszkefélék családjába tartozó, Európában honos, nedves réteken élő, mérgező gombafaj.

## Megjelenése
A réti tölcsérgomba kalapja 2-4 (6) cm széles, alakja fiatalon domború, majd bemélyedő, idősen tölcséres. Felszíne kissé tapadós, zsírosan fénylő lehet. Széle idősen szabálytalanul hullámos, többé-kevésbé áttetszően bordázott. Színe fehéres, krémsárgás, okkeres vagy húsbarnás, közepe kissé sötétebb. Nedvesen sötétebb árnyalatú (higrofán).	
Húsa vékony, fehér színű. Szaga kellemesen gombaszerű, kissé ánizsos, inkább édeskés; íze édeskés. 
Lemezei tönkhöz nőttek, nem lefutók, sok a féllemez. Színük szürkésfehér vagy sárgásfehér. 
Tönkje 1,7-3 (3,5) cm magas és 0,2-0,3 cm vastag. Alakja hengeres, idősen üregesedik. Színe fehéres, krémsárgás, szürkésbarnás, bézs vagy húsbarnás; közepétől felfelé általában világosabb árnyalatú. Felszíne szálas, kissé deres. 
Spórapora fehér. Spórája széles ellipszoid, ellipszoid alakú, két (ritkán több) olajcseppel, mérete 4,3-6,5 x 2,7-4,5 µm.

### Hasonló fajok
Az illatos tölcsérgomba, a kétszínű tölcsérgomba vagy a zöld ánizsgomba fakó példányai hasonlíthatnak hozzá.

## Elterjedése és termőhelye
Európában honos. 
Nedves réteken, mohás gyepekben él. Kora nyártól késő őszig terem. 

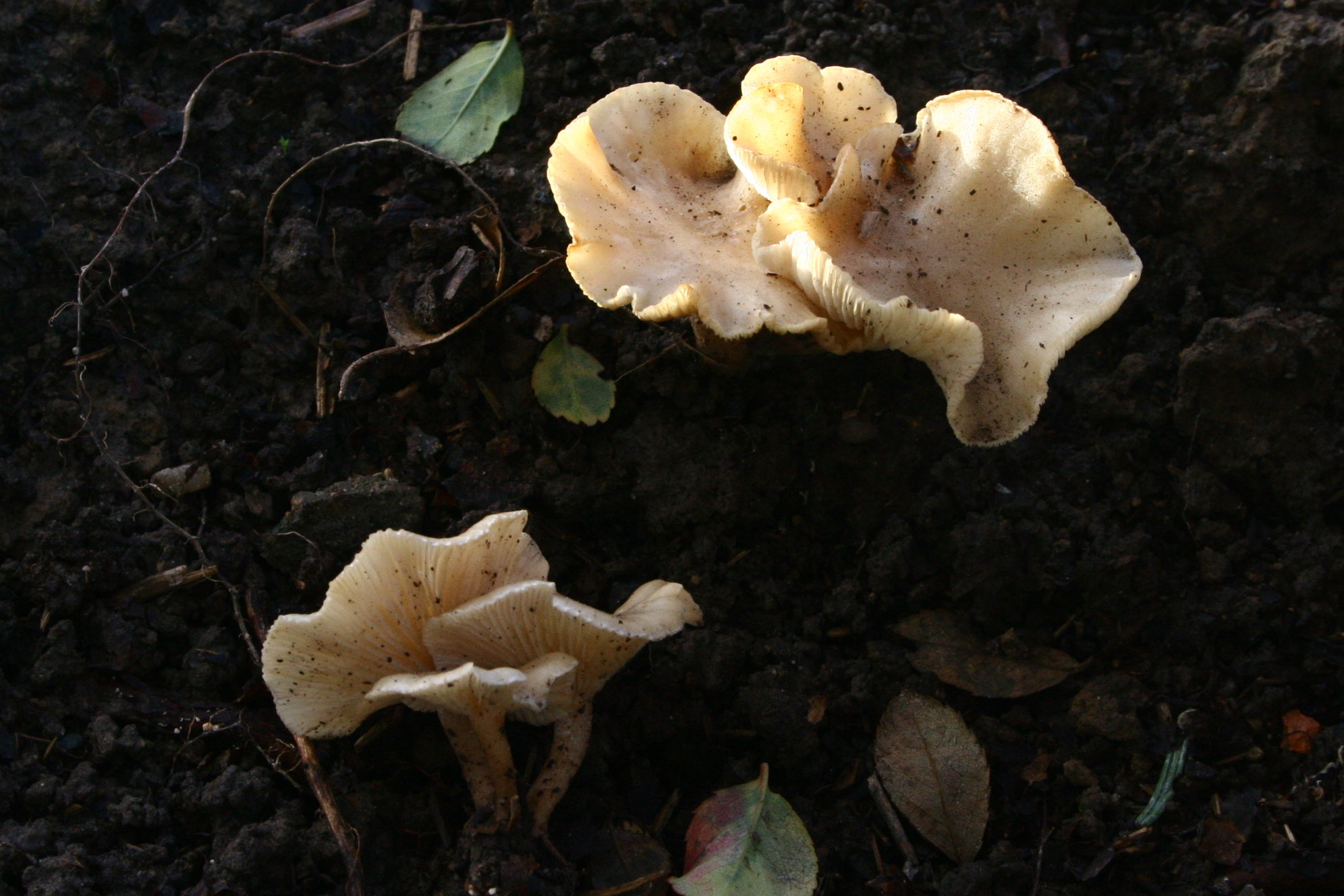
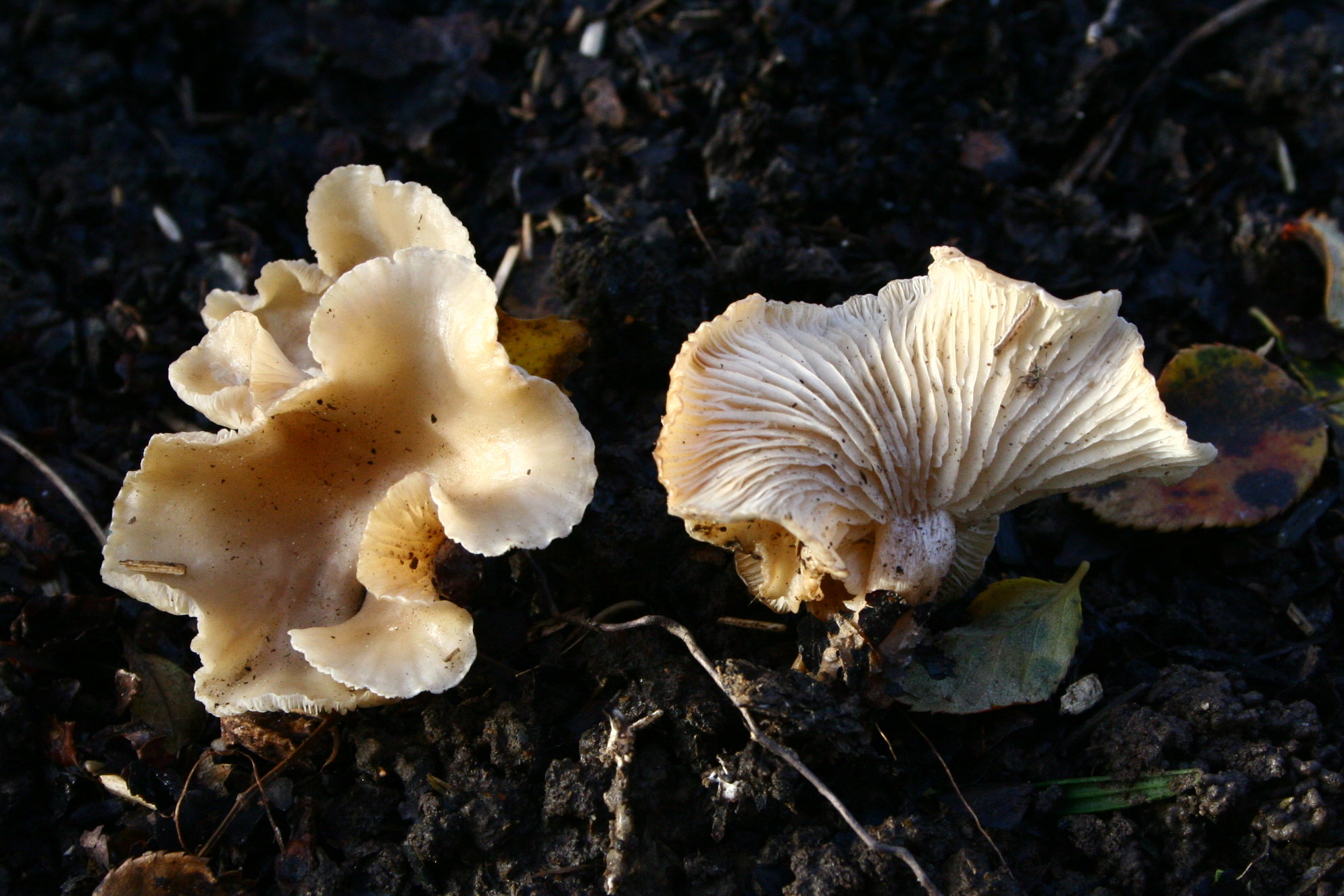
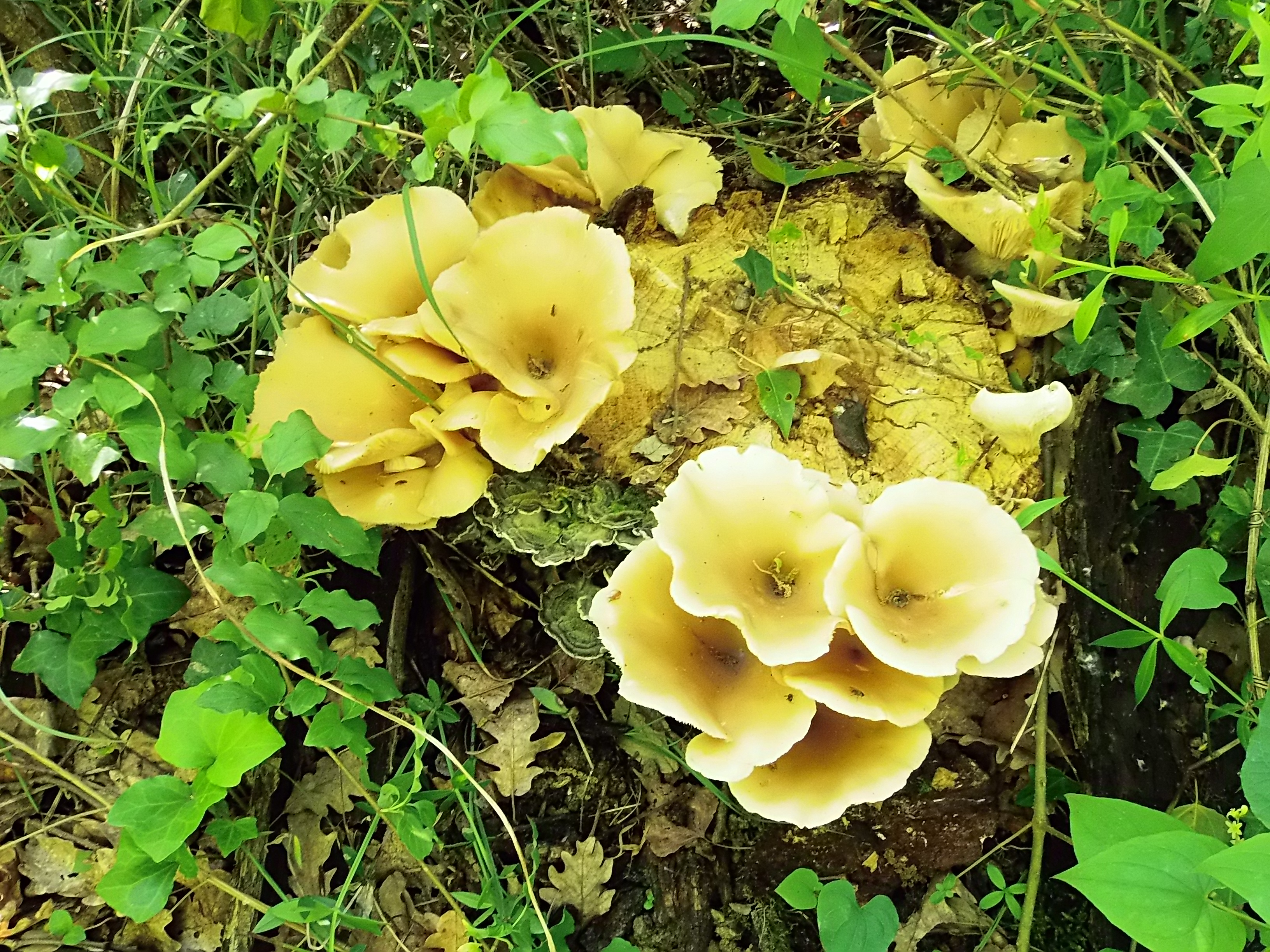
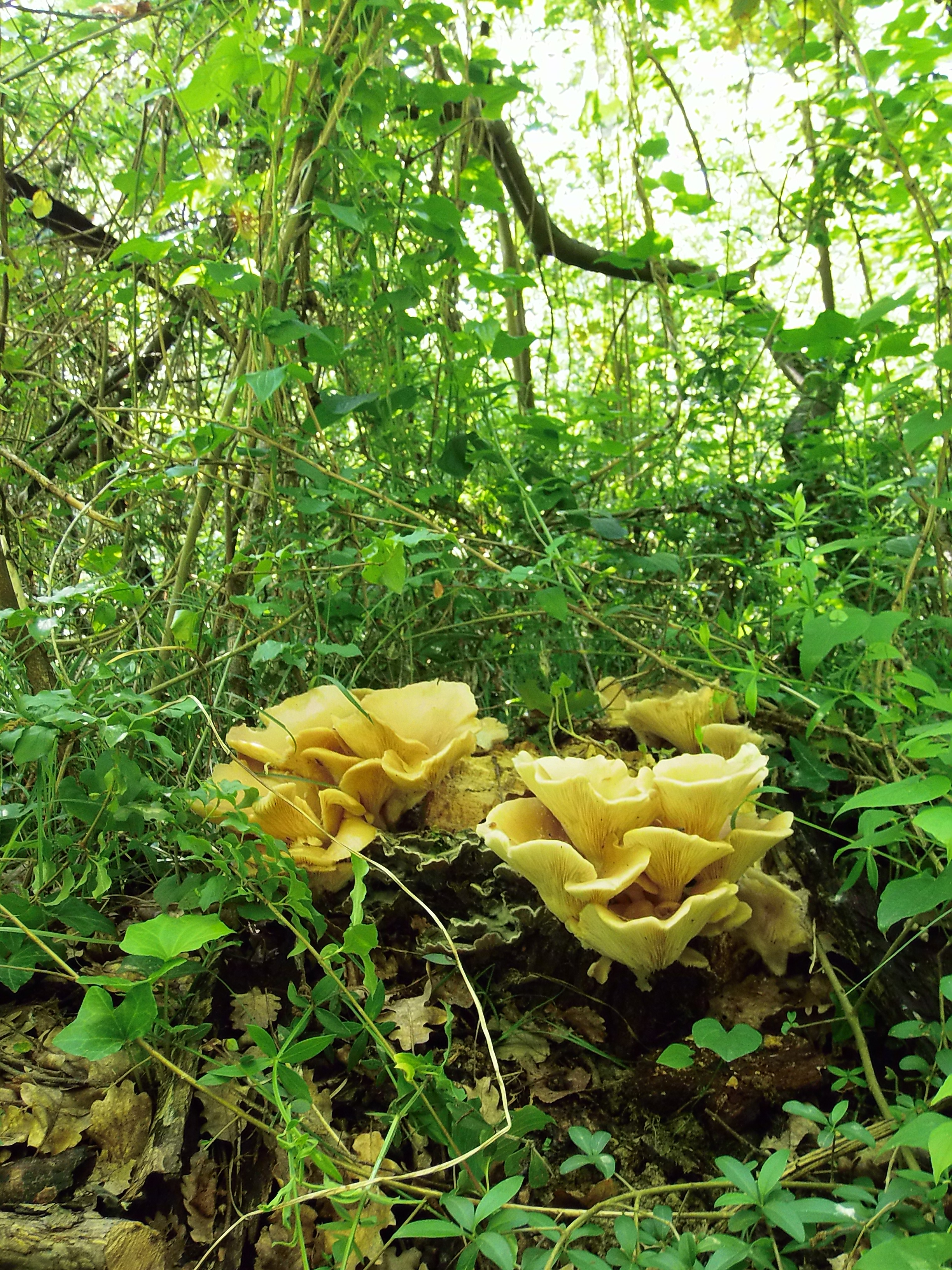

Mérgező, muszkarint tartalmaz.  